# Кимон Аргиропулос
 Тази статия е за гръцкия офицер и революционер.  За руския дипломат вижте Кимон Аргиропуло.  
Кимон Аргиропулос (на гръцки: Κίμων Αργυρόπουλος) е гръцки офицер, дипломат и революционер, деец на Гръцката въоръжена пропаганда в Македония от началото на XX век.

## Биография
Кимон Аргиропулос е роден през 1878 година в Атина, Гърция, в семейството на дипломата Яков Аргиропулос и Аспасия Петракис, дъщеря на Анаргирос Петракис. Завършва Военноморската школа и достига до чин подполковник от Военноморските сили на Гърция. Участва в Гръцката въоръжена пропаганда в Македония като капитан на чета. По-късно е дипломатически представител на Гърция в ООН. Умира в Атина през 1951 година. Женен е за Фотини Георгиу Мавромихалис, с която има три деца.